# Người Mông Cổ (phim)
Người Mông Cổ (tiếng Nga: Монгол, tiếng Mông Cổ: Монғол) là một bộ phim lịch sử của đạo diễn Sergey Bodrov (cha), ra mắt lần đầu vào năm 2007.

## Nội dung
Chuyện phim kể về cuộc đời Thiết Mộc Chân từ khi còn là cậu bé theo cha đi hỏi vợ cho đến khi trở thành vị thống lĩnh của đội quân hùng mạnh nhất thế giới một thời với cái tên khiến mọi kẻ thù phải khiếp sợ: Thành Cát Tư Hãn.

## Ê-kíp
- Âm nhạc: Tuomas Kantelinen
- Dựng phim: Rogier Stoffers, Sergey Trofimov
- Biên tập: Valdís Óskarsdóttir, Zach Staenberg
- Thiết kế sản xuất: Dashi Namdakov
- Chỉ đạo nghệ thuật: Wang Min Kwa, Hai Ming Xiang, Yelena Zhukova
- Dựng cảnh: Xin Wei An
- Phục trang: Karin Lohr

| Diễn viên              | Thủ vai                             |
| ---------------------- | ----------------------------------- |
| Tadanobu Asano         | Thiết Mộc Chân                      |
| Tôn Hồng Lôi           | Trát Mộc Hợp                        |
| Khulan Chuluun         | Bột Nhi Thiếp                       |
| Aliya                  | Kha Nguyệt Luân (mẹ Thiết Mộc Chân) |
| Ba Sâm                 | Dã Tốc Cai (cha Thiết Mộc Chân)     |
| Amadu Mamadakov        | Thoát Lý                            |
| He Qi                  | Dai-Sechen                          |
| Sun Ben Hon            | Thầy tăng                           |
| Ji Ri Mu Tu            | Boorchu                             |
| You Er                 | Sorgan-Shira                        |
| Ba Tu                  | Altan                               |
| Deng Ba Te Er          | Daritai                             |
| Bao Di                 | Todoen                              |
| Su Ya La Su Rong       | Girkhai                             |
| Sai Xing Ga            | Chiledu                             |
| Tegen Ao               | Charkhu                             |
| Zhang Jiong            | Thủ lĩnh quân đồn trú Đảng Hạng     |
| Odnyam Odsuren         | Thiết Mộc Chân (nhỏ)                |
| Bayertsetseg Erdenebat | Bột Nhi Thiếp (nhỏ)                 |
| Amarbold Tuvshinbayar  | Trát Mộc Hợp (nhỏ)                  |
| Ba Ti                  | Truật Xích                          |
| Li Jia Qi              | Mungun                              |
| Vương Nhậm Thúc        | Taichar                             |
| Ba Yin Qi Qi Ge        | Thiết Mộc Luân                      |
| Ba De Rong Gui         | Taichar (nhỏ)                       |
| Ba Te                  | Cáp Tát Nhi                         |
| Tunga                  | Sochikhel                           |

## Vinh danh
- Giải thưởng Nika (2008) - Phim hay nhất, đạo diễn xuất sắc nhất, quay phim, phục trang, âm thanh, họa sĩ
- Đề cử Oscar phim ngoại ngữ xuất sắc nhất (2007). Lần đầu tiên đề cử có sự góp mặt của Kazakhstan.

## Công chiếu
Nga

 Canada

 Ý

 Kazakhstan

 UAE

 Hoa Kỳ

 Đức

 Thổ Nhĩ Kỳ

 Nhật Bản

 Pháp

 Bỉ

 Úc

 Áo

 Israel

 Hà Lan

 Na Uy

 Tây Ban Nha

 Anh

 Liban

 Việt Nam

 Philippines

 Liban

 Ba Lan

 Hungary

 Hi Lạp

 Iceland

 Phần Lan

 Brazil

 Singapore

 Mexico

 Argentina

 Peru